# Edoardo de Launay
Luigi Maria Edoardo de Launay (Pinerolo, 1820 – Berlino, 7 febbraio 1892) è stato un diplomatico italiano.

## Biografia
Figlio del generale Claudio Gabriele e di Camilla Angelica De Caze de Méry, intraprese sin da giovane la carriera diplomatica. Il suo primo incarico fu in Svizzera, dove si stava sviluppando il confronto tra i Cantoni protestanti e quelli cattolici, che sarebbe culminato nella Guerra del Sonderbund del 1846. Nella sua qualità di addetto alla legazione, il de Launay inoltrava gli aggiornamenti quotidiani alla monarchia sabauda, la quale seguiva con attenzione le vicende al di là delle Alpi. Nel 1846 il de Launay fu inviato a Berlino, dove le autorità prussiane confidavano spesso nei suoi resoconti riguardo alla situazione della Penisola italiana, la quale, di lì a poco, sarebbe stata toccata dai moti del 1848.
Il de Launay fu in seguito trasferito in Portogallo in qualità di incaricato d'affari dello Stato sabaudo. In particolare, al de Launay venne affidata la lettera in cui Vittorio Emanuele II informava riguardo all'abdicazione del suo predecessore, Carlo Alberto, e la sua conseguente ascesa al trono. Durante il soggiorno a Lisbona, il de Launay si prese cura di Carlo Alberto, allora malato, fino alla morte di quest'ultimo. Il de Launay fu in seguito trasferito a Madrid, dove gli fu affidato il compito di negoziare la conclusione di una convenzione postale tra la Spagna e il Regno di Sardegna, nonché di tranquillizzare le autorità iberiche, le quali non vedevano di buon occhio l'approvazione delle Leggi Siccardi di separazione tra Stato e Chiesa.
Dopo un breve soggiorno a Berna, durante il quale il de Launay fu tra i fautori di una convenzione telegrafica con la Confederazione Elvetica e dello stabilimento di comunicazioni ferroviarie tra la Confederazione Elvetica e il Regno di Sardegna, egli fu nuovamente inviato a Berlino. Lì svolse un ruolo di collegamento tra il Cavour e le autorità prussiane nella fase di preparazione della Seconda guerra d'indipendenza italiana.
Nel 1864 fu inviato a Pietroburgo, dove si adoperò per far sì che lo zar appoggiasse il Regno di Sardegna in vista della Terza guerra d'indipendenza italiana. La sua permanenza a Pietroburgo durò fino al 1867, quando fu richiamato e inviato nuovamente a Berlino. Qui, la sua azione diplomatica fu molto importante nel favorire un riavvicinamento del Regno d'Italia all'Impero austro-ungarico e al Regno di Prussia. Promosso ambasciatore a Berlino nel 1875, il De Launay fu uno dei principali fautori della Triplice Alleanza, stipulata nel 1882 fra Germania, Austria-Ungheria e Italia. 
In seguito alla morte, avvenuta a Berlino nel 1892, il de Launay fu sepolto nel cimitero di S. Edvige.